# Eberhard le Souabe
Eberhard le Souabe (mort le 24 août 1167) est le vingt-troisième évêque de Ratisbonne et prince-évêque de la principauté épiscopale de Ratisbonne de 1165 à sa mort.

## Biographie
L'empereur Frédéric Barberousse installe Eberhard comme évêque à Ratisbonne lors d'un voyage vers l'Autriche près d'un an depuis la mort de son prédécesseur, Hartwig II d'Ortenburg. Eberhard est issu de la maison de Biberbach. Il est auparavant chanoine à Augsbourg et vidame à Straubing. En tant que partisan de l'empereur, Eberhard fait campagne pour la nomination de l'antipape Pascal III et entre à Rome avec l'empereur pour l'imposer. Malgré la victoire, l'épidémie de paludisme dans l'armée impériale ensuite entraîne des pertes massives. Outre l'évêque Eberhard, l'archevêque de Cologne, Rainald von Dassel, en est également victime. L'historien Josef Staber (de) suppose que le cadavre fut bouilli selon la procédure de l'époque (Mos Teutonicus) et que seuls les os furent transportés dans un récipient en cuir.